# Дерюгин, Александр Александрович (филолог)
Алекса́ндр Алекса́ндрович Дерю́гин (22 ноября 1928 — 22 сентября 1988) — советский филолог-классик, романист и русист, преподаватель классических языков и античной литературы, теоретик перевода. Доктор филологических наук, доцент. Автор (наряду с Л. М. Лукьяновой) «высоко оценённого научным сообществом учебника „Латинский язык“».

## Биография
Родился 22 ноября 1928 года в Елабуге.
В 1946 году окончил среднюю школу г. Можга.
В 1951 году окончил классическое отделение Казанского государственного университета.
С 1951 по 1954 годах преподавал латинский язык в Ижевском государственном медицинском институте, где в 1953 году становится заведующим кафедрой иностранных языков.
В 1954—1957 годах учился в аспирантуре по классической филологии при Ленинградском государственном университете.
С февраля 1958 года преподавал латинский язык и античную литературу в Саратовском государственном университете на  кафедре зарубежной литературы и классических языков.
9 января 1964 года в ЛГУ  под руководством крупнейшего в СССР специалиста по античной литературе И. М. Тронского блестяще защитил диссертацию насоискание учёной степени кандидата филологических наук по теме «Язык Квинта Энния и его место в истории латинского литературного языка».
В 1966—1969 годах  — заместитель декана по заочному и вечернему обучению Саратовского государственного университета.
В 1969—1978 годах — доцент и заведующий кафедрой романо-германской филологии Саратовского государственного университета.
В 1978—1980 годах — доцент и заведующий кафедрой романской филологии Саратовского государственного университета.
В 1988 году в ЛГУ защитил диссертацию на соискание учёной степени доктора филологических наук по теме «В. К. Тредиаковский-переводчик. Становление классического перевода в России», представив одноимённую монографию.

## Научная деятельность
А. А. Дерюгин занимался вопросами латинского языка архаического периода и исследованием языка Энния, Акция и Пакувия.  Им проведён тщательное изучение дошедших до наших дней отрывков из произведений этих авторов. А. А. Дерюгин пишет работы о латинском произношении, складывании латинского литературного языка эпоса и трагедии. Им хорошо изучены связи русской литературы XVIII-XIX веков с античной литературо, исследованы сделанные В. К. Тредиаковским и В. А. Жуковским, В. В. Капнистом и М. В. Ломоносовым переводы Гомера, Вергилия, Овидия и прослежено усвоение русской поэзией античных метрических форм, развитие метрических правил. Особое внимание  былоуделено  описанию переводческой техники В. А. Тредиаковского на примере его переводов «Телемахиды» и «Феоптии».  А. А. Дерюгин неоднократно принимал участие  в качестве докладчика на научных конференциях с докладами о влиянии античных авторов на творчество русских поэтов XVIII-XIX вв.
В разработанном в сотрудничестве с Л. М. Лукьяновой учебнике «Латинский язык» впервые были указаны точки соприкосновения латинского языка с древнегреческим, старославянским и русским. При изложении грамматики в данном учебнике была прослежена  общность происхождения форм и случаи их подобного развития. При рассмотрении римского стихосложения устоявшееся изложение текстов дополнено сопоставлением римской метрики с русской, а также добавлены сведения о судьбе античных стихотворных размеров в русской поэзии.

## Оценки
Кандидат филологических наук, профессор кафедры русского языка ЕГПУ Н. Н. Аникина  к достоинствам учебника А. А. Дерюгина отнесла то, что он «компактный,  материал в нём изложен коротко, но в то же время охватывает всю грамматику и фонетику. Для небольшого курса этого достаточно». Также она отметила, что в учебнике  «очень хороший подбор избранных текстов латинских авторов: проза, поэзия. Есть латинские тексты русских авторов» Недостаток учебника Аникина видит в том, что «не во всех случаях отмечена долгота и краткость, которые очень важны для ударения, но под руководством преподавателя это не так страшно».

## Научные труды

### Монографии
- Дерюгин А. А. Основы римского стихосложения. — Саратов: СГУ, 1968.
- Дерюгин А. А. Краткая грамматика латинского языка.— Саратов:  СГУ, 1973.
- Дерюгин А. А., Лукьянова Л. М. Латинский язык : Учеб. для вузов / Науч. ред. Я. М. Боровский. — Саратов : Изд-во Саратовского университета, 1979. — 229, [1] с. 11000 экз.
- Дерюгин А. А. Тредиаковский – переводчик. — Саратов: СГУ, 1985.
- Дерюгин А. А.,  Лукьянова Л. М. Латинский язык : Учеб. для вузов / 2-е изд., перераб. и доп. — М. : Высшая школа, 1986. — 294, [1] с. 30000 экз.
- Дерюгин А. А.,  Лукьянова Л. М. Латинский язык [Текст] : Учебник для вузов по направлениям 520300 и специальности 021700 "Филология" / рец.: Т. Г. Мальчукова, А. В. Подосинов. — 3-е изд., испр. — М. : Прогресс-Традиция: ИНФРА-М, 2003. — 377 с. ISBN 5160015256 (в пер.).,  ISBN 5-89826-162-1

### Статьи
- Дерюгин А. А. О формировании латинского литературного произношения // Классическая филология: сборник, 1961.
- Дерюгин А. А.  Причастия настоящего времени в архаической латыни // Вопросы стилистики: сборник, 1962.

### Другое
- Программа дисциплины "Латинский язык" : для гос. ун-тов специальность 2001 — рус. яз. и лит. / [сост. доц. А. А. Дерюгин ; отв. ред. проф. Ю. В. Откупщиков]. — М. : МГУ, 1986. — 11, [1] с. 20000 экз.